# Мілгаус ван Гутен
Мілгаус Муссоліні ван Гутен (англ. Milhouse Mussolini Van Houten, оригінальна вимова прізвища: ['væn 'haʊtɪn]) — один з вигаданих персонажів мультсеріалу Сімпсони. Мілгаусу 10 років, він найкращий друг і однокласник Барта Сімпсона. Мілгаус єдина дитина в родині Кірка і Луан ван Гутенів. Батьки Мілгауса розлучилися, і він живе разом з матір'ю. Має дуже поганий зір і часто потерпає через це та занадто м'який характер від шкільних хуліганів. Мілгаус також дуже довірливий і часто потрапляє у пригоди, ініціатором яких є Барт. Ліса Сімпсон подобається йому вже давно, але вона вважає його тільки другом, що його дуже пригнічує.

## Основні дані
Як і інші персонажі мультфільму, образ Мілгауса побудований на досить поширеному стереотипі про розумних очкариків, але у серіалі він зображений як занадто довірливий хлопчик посереднього інтелекту. У серіалі сценаристи декілька разів натякали, що етнічні коріння Мілгауса походять з Нідерландів, Данії та Італії. Зокрема згадувалося, що його бабуся живе в Італії. У більшості епізодів Мілгаус живе зі своєю матір'ю, Луан ван Гутен, яка постійно його пестить і потурає усім його примхам, запевняючи його, що він «наймиловидніший з усіх дітей у школі». Усі ставляться до нього як до дитини, і ніхто не дбає про його почуття — його мати навіть приводить його на ток-шоу розповісти про його енурез. Через постійні приниження, як в школі, так і вдома він відвідує психолога, яка розбирається в тонкощах його характеру. До того ж він має алергію на різні продукти, від молока до навіть власних сліз. Батько Кірк ван Гутен після розлучення з дружиною з ними не живе; від нього Мілгаус перейняв негативізм та зневіру у свої власні сили. Він також успадкував від батька гени закоренілого невдахи стосовно протилежної статі, що прослідковується у його стосунках з Лісою Сімпсон. В серіях про майбутнє розкривається, що Мілгаус працюватиме на Спрінгфілдській АЕС.

## Зовнішність та характер
Як і багато інших персонажів серіалу, Мілгаус має синє волосся, але тільки він має брови; при чому рухаючи ними він висловлює цілу гамму різних почуттів та емоцій. Без окулярів Мілгаус зовсім безпорадний і нічого не бачить, чим часто користуються шкільні хулігани. Знущання з Мілгауса трапляються досить часто та іноді закінчуються тяжкими пошкодженнями та травмами — від звичного відбирання грошей на перерві до розбитих окулярів та жорстокого биття із втратою свідомості. Найбільше з усіх над Мілгаусом знущається його однокласник Нельсон Мюнц. Крім того, він часто стає жертвою різних аварій та нещасних випадків: падає з водоспаду, потрапляє під поїзд, отримує електричний шок, його голова полірується до блиску у машині для боулінгу.
Багато нещасних випадків трапляється, здебільшого за ініціативи Барта Сімпсона, якому незважаючи ні на що, він завжди вірить. Вплив Барта на довірливого Мілгауса настільки шкідливий, що мати Мілгауса, Луан одного разу навіть заборонила йому товаришувати з ним. Незважаючи ні на що, Барт продовжував використовувати його у майже всіх своїх витівках і карколомних проєктах: завдяки йому він, наприклад, потрапив у список 10 найнебезпечніших злочинців ФБР. У стосунках з іншими Мілгаус вже звик бути невдахою і почувається невпевнено, коли завдяки участі у серіалі про «Радіоактивного чоловіка» на короткий час стає зіркою.
У серіалі розкривається, що Мілгаус постійно та безнадійно закоханий у сестру Барта, Лісу Сімпсон. На всі його зізнання у коханні вона відповідає, що вважає його радше старшою сестрою ніж кавалером, що спричиняє ще більшу депресію хлопця. У декількох поодиноких випадках вона співчуває йому після чергового побиття хуліганами. Попри це, сценаристи декілька разів натякали на гомосексуальні схильності Мілгауса — він має іноді деякі жіночі манери, йому подобається переодягатися у жіноче вбрання й одного разу навіть шкільний психолог зізнався у власних підозрах щодо його сексуальної орієнтації.